# 佩尼亚尔索尔多
佩尼亚尔索尔多，是西班牙埃斯特雷马杜拉巴达霍斯省的一个市镇。总面积47平方公里，总人口1451人（2001年），人口密度31人/平方公里。